# Пероксодисульфат аммония
Пероксодисульфа́т аммо́ния (персульфат аммония, надсернокислый аммоний) — аммонийная соль пероксодисерной кислоты с формулой (NH4)2S2O8 (по номенклатуре ИЮПАК (NH4)2S2O6(O2)), бесцветные моноклинные кристаллы, хорошо растворимые в воде. В пищевой промышленности известен как пищевая добавка Е923.

## Синтез и свойства
Пероксодисульфат аммония получают электролизом насыщенного раствора сульфата аммония в серной кислоте:
{\displaystyle {\mathsf {(NH_{4})_{2}SO_{4}+H_{2}SO_{4}\rightarrow (NH_{4})_{2}S_{2}O_{8}+H_{2}}}}
Является сильным окислителем, в присутствии воды разлагается с выделением кислорода и озона, в сухом виде хранится неограниченно долго.
При нагревании до 120 °C разлагается с выделением кислорода, образуя пиросульфат:
{\displaystyle {\mathsf {2(NH_{4})_{2}S_{2}O_{8}\rightarrow 2(NH_{4})_{2}S_{2}O_{7}+O_{2}}}}
Восстанавливается до гидросульфата аммония:
{\displaystyle {\mathsf {(NH_{4})_{2}S_{2}O_{8}{\xrightarrow[{}]{[H]}}2NH_{4}HSO_{4}}}}

## Применение
Пероксодисульфат аммония применяется как инициатор радикальной полимеризации при суспензионной полимеризации в водной среде (производство поливинилхлорида, поливинилацетата, полиакрилонитрила):
Также персульфат аммония используют как инициатор радикальной полимеризации при приготовлении полиакриламидных гелей для электрофореза белков и нуклеиновых кислот.
Персульфат аммония нашел самое деятельное применение и в микроскопии, где он выполняет роль катализатора полимеризации метакрилатов, применяемых для заливки срезов.
Также применяется в качестве отбеливающего и дезинфицирующего средства, как окислитель в фотографии (ослабление плотных фотографических негативов), аналитической химии, при травлении печатных плат.
Пищевая добавка E923 в пищевой индустрии используется крайне редко. В основном ее применяют для отбеливания муки. Также благодаря свойствам персульфата аммония, вещество добавляли в тесто для разрыхления и увеличения объема, в хлебопекарной отрасли, а также при производстве безалкогольных напитков, продуктов, содержащих какао, в кондитерских изделиях. Входит в состав заварного крема быстрого приготовления, содержится в искусственном меде и вине.
Также персульфат аммония используют в травлении печатных плат в малом количестве как замена хлорному железу, в отличие от последнего, персульфат аммония не имеет цвета и не пачкается, что очень упрощает изготовление. 